# 红鳞飘拂草
红鳞飘拂草（学名：Fimbristylis rufoglumosa）为莎草科飘拂草属下的一个种。

## 扩展阅读
- 維基物種上的相關：红鳞飘拂草